# Waldtraut Villaret
Waldtraut Villaret (auch Henschel-Villaret, * 22. April 1914 in Riga; † 9. Januar 2016 in München) war eine deutsch-baltische Schriftstellerin, Übersetzerin und Lektorin.

## Leben
Waldtraut Villaret wurde im damals russischen Riga geboren. Bereits in jungen Jahren veröffentlichte sie eine Novelle in deutscher Sprache und ein Hörspiel in Lettisch für den Rigaer Rundfunk. Nach dem Zweiten Weltkrieg lebte sie in Baden und veröffentlichte zuerst Kurzgeschichten und Gedichte, später mehrere Unterhaltungsromane mit baltischem, russischem und polnischem Hintergrund. Sie schrieb auch unter den Pseudonymen Mac Abbeus, Traut Althausen (der Name ihres ersten Ehemanns), ab 1954 meist unter dem Namen Henschel-Villaret, und arbeitete als Lektorin in München. Sie starb 2016 im Alter von 101 Jahren.

## Werke
- Weißt du noch? (Hörspiel, 1937)
- Die wandernden Feuer (1954)
- Noch ist Polen nicht verloren… Ein Roman aus der Kriegszeit (1954)
- Liebe sucht verlorenes Land (1959)
- Komödianten (1961)
- Milja (1962)
- 3 Mädchen aus Schwabing (1971)
- Mädchen vor der Kamera (1973)
- Liebe in Braskowa (1976)
- Polnische Wirtschaft (1981)
- Zar und Zimmerfrau. Baltische Anekdoten (1982)
- Die Leichen in meinem Keller. Ein Leben in Geschichten (1985)

## Bearbeitungen
- Die schönsten Fabeln aus aller Welt (1965)
- Die schönsten Märchen aus aller Welt (1974)
- Alexandre Dumas: Zwischen Krone und Schafott (5 Bände, Übersetzung mit Rudolf Reschke, 1980)
- Jules Verne: Die geheimnisvolle Insel (Übersetzung, 1990)